# Oberarnsdorf (Nobitz)
Oberarnsdorf ist ein Ortsteil von Nobitz im Landkreis Altenburger Land in Thüringen. Am 1. August 1963 wurde Oberarnsdorf nach Ehrenhain eingemeindet, mit dem es am 8. März 1994 zur Gemeinde Nobitz kam.

## Geographie

### Lage und Verkehr
Das Dorf liegt im Altenburger Hügelland am Rande der Pleißenaue an der Bundesstraße 180 südlich von Ehrenhain im Wassereinzugsgebiet der Wiera. Die Umgebung ist stark landwirtschaftlich geprägt mit Acker- und Weide-Grünland. Es finden sich wenige Restgehölze, Hecken, Baumreihen und Streuobstwiesen.

### Nachbarorte
|            | Ehrenhain                                   | Niederarnsdorf |
| Großmecka  | Kompassrose, die auf Nachbargemeinden zeigt | Ziegelheim     |
| Tautenhain | Gösdorf                                     |                |

## Siedlungsform
Die Entstehung als doppelreihiges Waldhufendorf ist in der heutigen Struktur noch deutlich zu erkennen. Die noch vorhandenen siedlungsnahen Streuobstwiesen sind überaltert und werden kaum genutzt.

## Geschichte
Am 5. April 1259 wurde das von deutschen Siedlern gegründete Dorf erstmals urkundlich erwähnt. In Gegensatz zum Nachbarort Niederarnsdorf, der unter der Verwaltung der schönburgischen Herrschaft Ziegelheim unter sächsischer Lehnsherrschaft stand, war Oberarnsdorf um 1259 ein Lehen der Burggrafen von Altenburg im Pleißenland. 1445 gab es 13 Bauernhöfe, von denen sieben Frondienste an ein Altenburger Kloster zu leisten hatten.
Oberarnsdorf gehörte in der Folgezeit zum wettinischen Amt Altenburg welches ab dem 16. Jahrhundert aufgrund mehrerer Teilungen im Lauf seines Bestehens unter der Hoheit folgender Ernestinischer Herzogtümer stand: Herzogtum Sachsen (1554 bis 1572), Herzogtum Sachsen-Weimar (1572 bis 1603), Herzogtum Sachsen-Altenburg (1603 bis 1672), Herzogtum Sachsen-Gotha-Altenburg (1672 bis 1826). Bei der Neuordnung der ernestinischen Herzogtümer im Jahr 1826 kam der Ort wiederum zum Herzogtum Sachsen-Altenburg.
Nach der Verwaltungsreform im Herzogtum gehörte Oberarnsdorf bezüglich der Verwaltung zum Ostkreis (bis 1900) bzw. zum Landratsamt Altenburg (ab 1900). Ende 1883 lebten im Dorf 229 Einwohner in 36 Wohnungen und 48 Haushalten. Es war ein Bauerndorf mit Handwerkern und Einzelunternehmern (Weber und Schuhmacher). Anfang des 20. Jahrhunderts gab es im Ort eine Schule, einen Gasthof mit einem Geschäft für Waren des täglichen Bedarfs und eine Poststation, die alle noch vor 1990 aufgegeben wurden.
Oberarnsdorf gehörte ab 1918 zum Freistaat Sachsen-Altenburg, der 1920 im Land Thüringen aufging. 1922 kam Oberarnsdorf zum Landkreis Altenburg. Bei der zweiten Kreisreform in der DDR wurden 1952 die bestehenden Länder aufgelöst und die Landkreise neu zugeschnitten. Somit kam der Ort mit dem Landkreis Altenburg an den Bezirk Leipzig. Am 1. August 1963 wurde Oberarnsdorf nach Ehrenhain eingemeindet, mit dem das Dorf im Jahr 1990 wieder zu Thüringen und am 8. März 1994 zur Gemeinde Nobitz kam. Die Infrastruktur des Ortes wurde zwischen 1999 und 2002 im Rahmen eines Dorferneuerungsprogramms grundlegend saniert. 2011 lebten 106 Einwohner im Ort.

## Sehenswürdigkeiten
Die Dorfkirche des Ortes ist eine Filialkirche und wird vom Pfarrer aus Ehrenhain betreut.